# Сириск
Сириск — историк из Херсонеса Таврического, живший в III в. до н. э. Он считается первым историком, жившим на территории постсоветского пространства.

## История
Единственный источник, свидетельствующий о деятельности Сириска, — мраморный декрет, датирующийся III в. до н. э. Это три фрагмента плиты из белого мрамора, сверху украшенные фронтоном с изображением лаврового венка.
Согласно декрету, Сириск в своём труде описал «явления Девы» (Дева — богиня-покровительница города; здесь имеются в виду варварские набеги и другие опасности, от которых город «спасала» Дева), взаимоотношения Херсонеса с Боспором и с другими близлежающими городами. За это он был награждён золотым венком во время празднования Дионисий, а постановление об этом было выставлено во дворе храма Девы. Видимо, Сириск, как и Геродот, публично читал своё сочинение в театре (который появляется в городе как раз в III веке).

## Текст указа и его перевод
[Ἡρακλ]είδας Παρμένοντος εἷπ[ε]·
[ἐπειδὴ] Συρίσκος Ἡρακλείδα τὰ[ς]
[ἐπιφαν]είας τᾶς Παρθένου φιλ[ο-]
[πόνως συγ]γράψας ἀν[έ]γνω καὶ τ[ά]
5[ποτὶ τ]οὺς Βοσπόρου βασιλεῖ[ς]
[διηγήσα]το τά [θ’ ὑ]πάρξαντα φ[ι-]
[λάνθρωπα? ποτὶ τὰ]ς πόλεις ἱστ[ό]-
[ρησεν ἐπιεικ]έως τῶι δάμω[ι],
[ἵνα λάβοι τιμά]ς ἀξίας, δεδόχθα[ι]
10[τᾶι βουλᾶι καὶ τῶι δάμωι] ἐπαινέσα[ι]
[τε] αὐτὸν ἐπὶ τούτοις καὶ [στεφ]αν[ῶ]-
[σαι τοὺς συμμνά]μονας [χρυσέωι στε-]
[φάνωι - - - - - - - - - - ]ΣΙΩΝ μιᾶι ἐφ’ ἱκ[άδι]
[καὶ τὸ ἀνάγγ]ελμα γενέσθαι· ὁ δ[ᾶ-]
15[μος στεφα]νοῖ Συρίσκον Ἡρακλε[ί-]
[δα], [ὅτι τὰ]ς ἐπιφανείας τᾶς Πα[ρ]
[θένου συνέγρα]ψε καὶ τὰ ποτὶ τὰς [πό-]
[λεις καὶ τοὺς] βασιλεῖς ὑπάρξαν
[τα φιλάνθρωπα?] ἱστόρησε ἀλαθιν[ῶς]
20[ - - - - - - - - - - ] τᾶι πόλει· ἀναγ[ρά-]
[ψαι] δὲ [συμμ]νάμονας εἰς <σ>τ[άλαν]
[λιθίναν τὸ ψ]άφισμα καὶ θέμε[ν ἐν-]
[τὸς τοῦ προ]νάου τᾶς Παρθέν[ου]· [τὸ δὲ]
[γενόμενον ἀνά]λωμα δόμ[εν κατὰ τὰ]
25[δόξαντα τὸν τα]μίαν τῶν [ἱερῶν]·
[ταῦτ’ ἔδοξε βουλᾶι κ]αὶ δάμ[ωι μηνὸς]
[ - - - - - - - - - - δ]εκά[ται...]

[---]
21: orig. Τ

## Перевод
Гераклид, сын Парменонта, внес предложение: поскольку Сириск, сын Гераклида, с усердием описав явления Девы, (публично) прочитал (свое сочинение), а также [рассказал] об отношениях с царями Боспора, а также изложил существующие [---] к городам [достойно] народа, — с тем чтобы он получил достойные почести, пусть Совет и Народ постановит похвалить его за это, а симмнамоны увенчают его золотым венком в [Дионисии ?], двадцать первого числа и провозгласят: «Народ венчает Сириска, сына Гераклида, за то, что он описал явления Девы и правдиво [---] изложил существующие [--- по отношению к ?] царям [---] для нашего города». Пусть симмнамоны запишут на каменной плите это постановление и поместят его в пронаосе храма Девы; а понесенный расход пусть выдаст [согласно решению] казначей священных сумм. Это решено Советом и Народом [в месяц ---]
.

## Современное состояние
В настоящее время декрет находится в составе Коллекции скифского золота экспонировавшегося на выставке в Нидерландах, арестованной по иску Украины.